# Bernhard Hendl
Bernhard Hendl (* 9. August 1992 in Wien) ist ein österreichischer Fußballtorhüter.

## Karriere

### Verein
Hendl spielte in der Jugend bei zwei Wiener Vereinen (First Vienna FC und SK Rapid) und in Mödling, wo er zu ersten Einsätzen in der U-19-Jugendliga kam. 2010 wechselte er in die A-Jugend-Bundesliga in Deutschland, in der er für den SV Wehen Wiesbaden 17-mal das Tor hütete, am Ende aber als Tabellenschlusslicht abstieg.
Daraufhin wechselte Hendl zur zweiten Mannschaft des VfB Stuttgart, die in der 3. Liga spielte. Dort kam er in anderthalb Jahren in keinem Ligaspiel zum Einsatz, sodass er in der Winterpause 2012/13 als dritter Torhüter hinter Timo Ochs und Patrick Wiegers zum Zweitligisten SSV Jahn Regensburg wechselte. Dort kam er auch lediglich in der U-23 zum Einsatz, die in der fünftklassigen Bayernliga spielte. Hendl stieg mit Regensburg wieder in die 3. Liga ab.
In der Saison 2013/14 wurde der Österreicher etatmäßige Nummer zwei der Oberpfälzer hinter Wiegers, bekam aber in Pokalspielen den Vorzug. So bestritt er in der ersten Hauptrunde des DFB-Pokals sein erstes Profispiel gegen den 1. FC Union Berlin. Aus Leistungsgründen setzte Jahntrainer Thomas Stratos Wiegers nach dem 13. Spieltag auf die Bank, sodass Hendl am 26. Oktober 2013 beim Heimspiel gegen Rot-Weiß Erfurt zu seinem Ligadebüt kam. Nach der Saison konnte sich Hendl mit dem Jahn nicht über eine Vertragsverlängerung einigen.
Zur Saison 2014/15 wechselte Hendl in die zweite Mannschaft des 1. FSV Mainz 05. Im Sommer 2015 ging er zum Regionalligisten BFC Dynamo nach Berlin.
Nach vier Saisonen bei Dynamo kehrte er zur Saison 2019/20 nach Österreich zum viertklassigen First Vienna FC zurück, bei dem er einst seine Karriere begonnen hatte.

### Nationalmannschaft
2011 gehörte der Torhüter dem erweiterten Kreis der österreichischen U-21-Nationalmannschaft an.